# Hospital 12 de Octubre
El Hospital Universitario 12 de Octubre es un complejo hospitalario gestionado por el Servicio Madrileño de Salud, ubicado en la avenida de Córdoba, en el distrito de Usera, de la ciudad de Madrid. 
En la actualidad cuenta con 1196 camas, convirtiéndose así en uno de los hospitales de mayor capacidad de España.

## Historia
El hospital se inauguró el 2 de octubre de 1973, por Francisco Franco y Licinio de la Fuente, en la zona sur de la ciudad de Madrid en una parcela de 178 000 metros cuadrados, con el nombre Ciudad Sanitaria Primero de Octubre, cuyo nombre hacía referencia a la fecha de la proclamación de Francisco Franco como jefe de Estado el 1 de octubre de 1936. El edificio de hospitalización, con una extensión de 75 000 metros cuadrados, tenía 15 plantas en altura y 3 en subsuelo, con 250 camas en aquel momento que llegarían a 1250 en el año 1974. En 1975 se preveía la construcción de un Materno-Infantil, que fue inaugurado el 25 de mayo de 1980, con 455 camas, 11 salas de dilatación, 5 paritorios y urgencias pediátricas y ginecológicas, llegando a atender más de 8000 partos anuales. El 12 de octubre de 1988 cambió su denominación por la actual, en referencia esta vez al Descubrimiento de América.

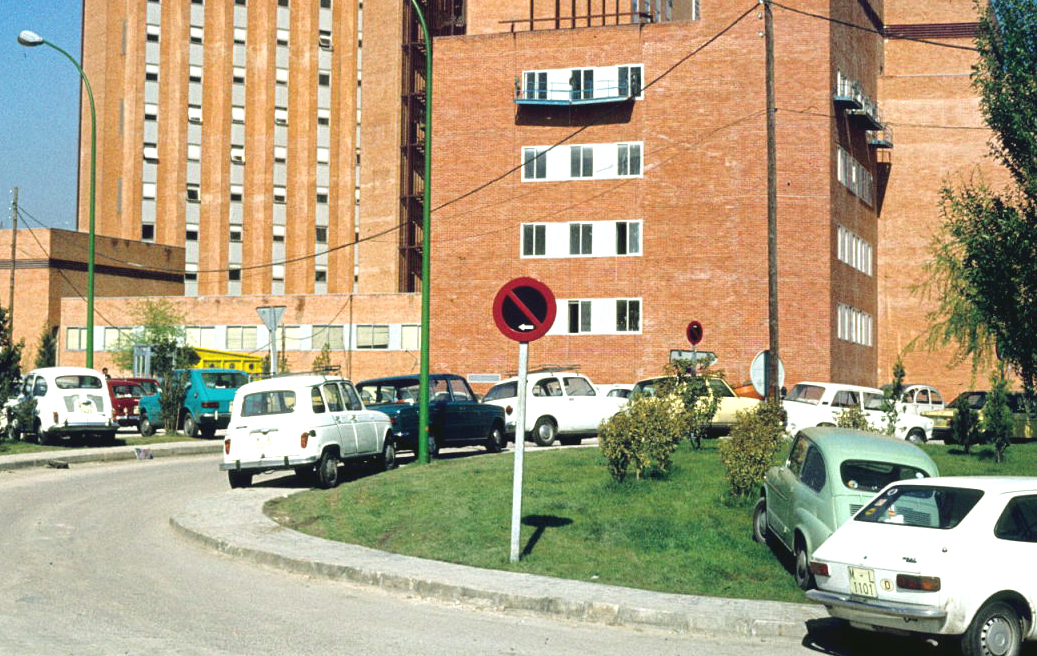
Coches aparcados junto al hospital en la década de 1970

Desde su inauguración, el hospital integró una amplia cartera de servicios, dando cabida a un gran número de especialidades que se fueron incrementando con el tiempo hasta alcanzar la práctica totalidad de las médicas y quirúrgicas e incorporando el más moderno equipamiento tecnológico de diagnóstico y tratamiento. 
Hoy trabajan en el centro alrededor de 7000 profesionales, que hacen posible la realización de casi 40 000 intervenciones quirúrgicas, más de 40 000 ingresos y aproximadamente un cuarto de millón de urgencias. El 12 de Octubre es el hospital de referencia para la zona sur de Madrid, aunque también lo es para otras áreas sanitarias de la región y otras comunidades autónomas. Es uno de los hospitales más grandes y prestigiosos de España y puede resolver la mayoría de los problemas de salud que sufre un paciente.
El hospital pertenece al área 11 (actualmente Dirección Asistencial Centro), que atiende a los distritos de Usera, Villaverde y Carabanchel y a los centros de especialidades de Orcasitas, Villaverde y Carabanchel. Anteriormente a la apertura de los hospitales Infanta Elena y del Tajo en 2007, el hospital también atendía a las poblaciones de San Martín de la Vega, Valdemoro, Ciempozuelos, Titulcia, Chinchón, Valdelaguna, Villaconejos, Colmenar de Oreja y Aranjuez. En Aranjuez había un centro de especialidades y en Valdemoro se habilitaron algunas salas del centro de salud para las especialidades más demandadas, pero estos dos dispositivos fueron cerrados debido a la inauguración de dichos hospitales.
También atendía a la población de Arganzuela en el centro de especialidades de Pontones, pero para este distrito el hospital de referencia es la Fundación Jiménez Díaz (propiedad de Capio (actual Quirónsalud)) para urgencias y hospitalización. Desde abril de 2008, Pontones fue privatizado y pasó a depender de la Fundación Jiménez Díaz, quién hizo obras la cuarta planta que, antes de la apertura del Centro de Salud Paseo Imperial, era un centro de atención primaria y el hospital tenía las plantas primera y segunda hasta, más o menos 2010.

## Hospital universitario
El hospital está vinculado a la docencia universitaria desde sus comienzos. El convenio con el Ministerio de Educación se firmó en septiembre de 1974, menos de un año después de su inauguración. Poco después se construyó un edificio anexo, inaugurado en 1976, que dotó al hospital de un equipamiento adecuado para la docencia, con capacidad para 500 alumnos. En el 12 de Octubre se forman actualmente más de 400 alumnos de Medicina de la Facultad de Medicina de la Universidad Complutense de Madrid y un número similar de Enfermería, junto a 500 profesionales en periodo de formación tras la obtención de su título universitario.

## Investigación
Cuenta con un centro de investigación biomédica en un edificio anexo de 1500 metros cuadrados. Este centro dispone de ocho laboratorios de investigación, áreas de apoyo científico tecnológicas, dos quirófanos experimentales y dependencias diferenciadas para los animales. Aquí desempeña su actividad un importante número de profesionales -médicos, biólogos, bioquímicos y químicos- y se realiza investigación en enfermedades raras -mitocondriales-, oncológicas, inflamatorias, neurológicas y de salud mental. El 12 de Octubre desarrolla actualmente en todos sus edificios más de 200 proyectos de investigación, centrados principalmente en cáncer, enfermedades raras y modelos de enfermedad, enfermedades infecciosas y sida, otras enfermedades crónicas e inflamación, y enfermedades neurológicas y mentales. En esta actividad investigadora participan alrededor de 300 profesionales.

## Trasplantes, cáncer, politraumatizados, mujer y niño
El prestigio de este hospital es especialmente significativo en algunas áreas de actividad, como trasplantes, diagnóstico y tratamiento del cáncer, asistencia al paciente politraumatizado y atención de la mujer y el niño. El 21 de septiembre de 1987, por primera vez en España, se practicó un trasplante simultáneo de hígado y riñón.

## Futuro
Su futuro pasa por la construcción y desarrollo de lo que se ha dado en llamar Nuevo 12 de Octubre, un ambicioso proyecto, con un coste aproximado de unos 230.000.000€, que supondrá la renovación completa de las instalaciones mediante nuevos edificios. Por ahora, las estrellas de este conjunto arquitectónico lo constituyen la Central Térmica (finalizado en 2006) y el nuevo Centro de Actividades Ambulatorias que comenzó su actividad a mediados de 2011. Actualmente, el nuevo edificio de hospitalización y materno-infantil (comenzado a construirse el 23 de agosto de 2021 y finalizado en  diciembre de 2023, cuenta con 9 plantas en altura, un sótano y una planta baja e incluye una reforma de una parte de la Residencia General, que contiene el área de docencia, Anatomía Patológica, el tanatorio y las áreas de Oncología y Radioterapia, el resto será demolido. Tampoco se ha demolido el edificio de Urgencias Generales, que se ha remodelado entre 2019 y 2022. 

## Cómo llegar

### Autobuses de la EMT
| Línea | Terminales                           |
| ----- | ------------------------------------ |
| 18    | Plaza Mayor – Villaverde Cruce       |
| 22    | Legazpi – Villaverde Alto            |
| 59    | Estación de Atocha – San Cristóbal   |
| 76    | Plaza Beata – Villaverde Alto        |
| 79    | Legazpi – Villaverde Alto            |
| 81    | Oporto – Hospital 12 de Octubre      |
| 85    | Estación de Atocha – Butarque        |
| 86    | Estación de Atocha – Villaverde Alto |
| 121   | Campamento – Hospital 12 de Octubre  |
| N13   | Cibeles – San Cristóbal              |
| N14   | Cibeles – Villaverde Alto            |
| N15   | Cibeles – Hospital 12 de Octubre     |

### Autobuses interurbanos
| Línea | Recorrido                                                                  |
| ----- | -------------------------------------------------------------------------- |
| 411   | Madrid (Legazpi) - Perales del Río                                         |
| 421   | Madrid (Legazpi) - Pinto                                                   |
| 422   | Madrid (Legazpi) - Valdemoro                                               |
| 423   | Madrid (Estación Sur) - Aranjuez                                           |
| 424   | Madrid (Legazpi) - Valdemoro (El Restón)                                   |
| 426   | Madrid (Legazpi) - Ciempozuelos                                            |
| 429   | Madrid (Legazpi) - Aranjuez (PAU de la Montaña)                            |
| 447   | Madrid (Legazpi) - Getafe (Hospital)                                       |
| 448   | Madrid (Legazpi) - Getafe (por Villaverde)                                 |
| N401  | Madrid (Atocha) - Pinto - Valdemoro                                        |
| N402  | Madrid (Atocha) - Ciempozuelos - Aranjuez - Ciempozuelos - Madrid (Atocha) |

### Autobús de largo recorrido diurno
| Línea   | Recorrido                                      |
| ------- | ---------------------------------------------- |
| VAC-158 | Madrid - Casas Ibáñez - Las Lagunas de Ruidera |
| VAC-231 | Madrid - Seseña (Urbanización El Quiñón)       |

### Renfe Cercanías
Doce de Octubre, línea .

### Metro de Madrid
Hospital 12 de Octubre, línea .